# Прибрежный (Саратовская область)
Прибрежный — посёлок в Энгельсском районе Саратовской области России. Входит в состав городского поселения город Энгельс.

## География
Посёлок расположен на северной окраине города Энгельса, на левом берегу реки
Саратовки, недалеко от её устья. Через посёлок проходит автодорога P-226

## История
Основан в 1931 году, как учебно-опытное хозяйство Немецкого сельскохозяйственного института. В 1934 году при институте было организовано учебное хозяйство на базе подсобного хозяйства АССР немцев Поволжья.
После выселения немцев Поволжья в 1942 году, хозяйство было передано Саратовскому сельскохозяйственному институту.
В послевоенные годы на территории хозяйства были построены общежитие, клуб, магазин.
В 1964 году открылась средняя школа.
В справочниках административно-территориального деления на 1 января 1970 года хозяйство значилось как «учебное хозяйство № 1 сельхозинститута». Указом Президиума Верховного Совета РСФСР от 19 октября 1984 года посёлку «учебное хозяйство Саратовского СХИ» присвоено наименование «Прибрежный».

## Население
| Годы      | 1987  | 2002 |
| --------- | ----- | ---- |
| Население | ≈ 830 | 1373 |

| 2002 | 2010  |
| ---- | ----- |
| 1422 | ↗1492 |

## Инфраструктура
В посёлке действуют средняя школа, Энгельсская муниципальная конно-спортивная школа «Гия», гостиница.